# إبراهيم بن محمد بن عرعرة
إبراهيم بن محمد بن عرعرة ابن البرند بن النعمان بن علجة بن أقفع بن كزمان الحافظ الكبير المجود، أبو إسحاق القرشي السامي البصري، من ولد الحارث بن سامة بن لؤي بن غالب.
نزل بغداد، ونشر بها العلم، وهو من أولاد المحدثين. كان والده من شيوخ البخاري القدماء. وُلد إبراهيم بعد الستين ومائة أو قبلها.

## روايته للحديث النبوي
- حدث عن: جعفر بن سليمان الضبعي، ومعتمر بن سليمان، ويحيى بن سعيد القطان، ومحمد بن جعفر، وعبد الوهاب الثقفي، وحرمي بن عمارة، وعبد الرزاق بن همام، والخليل بن أحمد المزني، وما هو بصاحب العروض، وعبد الرحمن بن مهدي، وجده عرعرة بن البرند، وعدة.
- حدث عنه: مسلم، وأبو زرعة، وأبو حاتم، وصالح جزرة، وإبراهيم الحربي، وأحمد بن أبي خيثمة، وأبو يعلى الموصلي، وأحمد بن الحسن بن عبد الجبار الصوفي، وخلق سواهم.